# Delta Plan
Delta Plan  var en finländsk tillverkare i Lundo av busskarosser i den större turist- och långfärdsbussklassen. 
Delta Plan grundades 1936 som Autokori Oy. Det omlokaliserades 1973 till Lundo och omdöptes till Delta Plan Oy. År 979 köpte Delta Plan specialkarossföretaget Erikoiskori Oy i Idensalmi. Bolaget slogs samman med Ajokki och Wiima 1989 och bildade Carrus, som 1998 köptes av AB Volvo och 2004 namnändrades till Volvo Bus Finland Oy.
Volvo sålde 2008 den tidigare Delta Plan-fabriken i Lundo till en finländsk investerargrupp. Det nya företaget fick namnet Carrus Delta Oy.
De största Carrusmodellerna, i de så kallade Carrus Star- och Regal-serierna, vilka utgjorde grunden för den första generationens Volvo 9700, tillverkades av Volvo Bus Finland i före detta Delta Plans fabrik.